# Castello Vecchio (Colleferro)
Il Castello Vecchio di Colleferro, in provincia di Roma, è un castello situato all'estremità sud/est del pianoro occupato dall'estensione urbana della città. Non si sa la data precisa della sua costruzione ed è stato abbattuto e ricostruito numerose volte.

## Storia
Più di uno storico sostiene che in origine Colleferro occupasse l'area della città volsca denominata Verrua o Verrugo, conquistata dai Romani dopo alterne vicende nel 361 a.C.
Il profilo storico del castello di Colleferro è tuttavia piuttosto limitato e il documento più antico a cui si può fare riferimento risale al 1262.
Agli inizi degli anni ottanta, durante uno scavo per la realizzazione di un serbatoio idrico, furono rinvenuti accidentalmente materiali risalenti all'VIII secolo, che farebbero quindi supporre la presenza di un insediamento più antico su cui non si hanno notizie certe. Incerta è, inoltre, la sua attribuzione alla famiglia dei Conti di Segni: infatti lo studio di ulteriori documenti ha fatto emergere l'ipotesi sulla possibile fondazione da parte della famiglia dei Conti non del ramo di Segni, ma di quello di Poli.
Grazie inoltre alle testimonianze conservate presso gli archivi Doria Pamphili, risalenti ad un arco di tempo compreso tra il 1476 e il 1948, è noto che tra il XVIII e il XIX secolo il castello non sia appartenuto esclusivamente alla famiglia Conti ma anche ai Salviati e ai Pamphili.
Nel 1318, nell'ambito delle controversie ereditarie tra i discendenti della famiglia Conti, troviamo una sentenza arbitrale tra Giovanni e Nicolò; i Conti scelsero, come arbitri, Stefano Colonna ed Annibaldo Annibaldi, i quali, nel 1320, emisero un lodo che stabiliva che il Castello di Colleferro fosse di proprietà di Giovanni. Quest'ultimo, a sua volta, rinunciava a dodicimila fiorini a lui dovuti da Nicolò e, in favore di questi, cedeva anche metà del castello di Pruni, nel territorio di Montelanico, alcune tenute nella Marittima e alcuni possedimenti nel comune di Cori e Ninfa.
L'esistenza del castello nel XIV secolo è convalidata anche dalle liste della tassa sul sale e sul focatico.
Nel 1363 il castello pagava un'imposta di 10 rubbia, pari ad una popolazione di 1 600 abitanti; nel 1416, l'indice era di 3 rubbia e 1/3, testimonianza di una sensibile diminuzione della popolazione. Alcune fonti testimoniano che le masserizie ammassate nel castello di Colleferro, fatta eccezione per vasi, balestre ed archi, insieme alla metà del Castello di Astura e ai beni mobili di Giovanni Conti, furono assegnate a Margherita, figlia di Stefano Colonna, con una sentenza firmata dal giudice Sabba Amadei, datata 23 ottobre 1344.
Il castello, assieme a quello di Piombinara, fu distrutto nel 1431 dalle truppe del capitano di ventura Giacomo Caldora, inviate dalla regina di Napoli Giovanna II d'Angiò-Durazzo durante la guerra che vide contrapposto papa Eugenio IV, sostenuto anche dai Conti e dalla famiglia Colonna.
Nello stesso anno un editto di papa Eugenio IV, datato 24 settembre, impedì a Niccolò Conti di intromettersi nel restauro del castello, spettante alla Camera Apostolica, pena una multa di diecimila fiorini. All'epoca questo forte, insieme al Castello di Piombinara, aveva una funzione difensiva della Valle del Sacco, a protezione di Artena e Valmontone; soltanto nel XVII secolo si avviò il processo di trasformazione da rocca fortificata a casale di campagna.
Il primo contratto di affitto di cui si ha testimonianza scritta risale ad un'epoca relativamente recente: il 1779. Contemporaneamente venne elaborato un piano generale di ampliamento, attribuito all'architetto Francesco Rust al servizio della famiglia Salviati, infatti, tra il 1779 e 1781, vi fu la realizzazione del fienile, di un rimesso per bovi e di una cordonata (1784). Si potrebbe quindi dedurre dai precedenti dati che, almeno durante la metà del XVIII secolo, il castello appartenesse alla suddetta famiglia.
L'acquisto del complesso da parte dei Doria Pamphili nel 1804 non modificò l'utilizzazione della struttura che continuava a servire come casale e ad essere ampliata per soddisfare meglio le necessità produttive. L'architetto dei nuovi proprietari, Andrea Busiri Vici, elaborò due progetti: il primo, non realizzato, per la costruzione della "casa del guardiano" e il secondo,  portato a compimento, per la sopraelevazione e la rettificazione del corpo a nord-ovest (1862-1863). Nelle descrizioni dei lavori e nelle perizie si riscontrano soprattutto variazioni nell'uso degli ambienti del complesso, che nel 1842 figuravano addirittura interamente utilizzati come depositi di grano. Nel 1852 venne finalmente riadattata la parte a sud del corpo a nord-ovest, che divenne sede dei "granari nuovi", mentre nel 1905 furono rifatte due cordonate e fu demolito il capannone nel cortile.
Dall'analisi dei documenti riguardanti questo periodo si sa che le terre del castello vennero progressivamente vendute, prima alle ferrovie e poi al nascente complesso urbano-industriale, mentre il fabbricato venne sottratto anche a quell'uso agricolo a cui si era adattato. Così si avvia una fase di progressivo declino, culminante con i danni subiti a causa del terremoto nel 1915. Nel 1918 Carlo Busiri Vici redasse il rilievo del castello con le piante dei tre piani e delle coperture e i quattro prospetti-sezione interni. Da ciò si deducono importanti informazioni relative soprattutto a quelle parti che sono ora crollate (l'angolo nord, la parete interna dell'ala sud-ovest) ed all'assetto della chiesa, all'epoca ancora non alterato. Ultime tappe della decadenza sono rappresentate dalla soppressione delle cappellanie di Santa Barbara e Santo Stefano (1919) e dall'occupazione abusiva del fabbricato avvenuta dal dopoguerra ai tempi odierni.

## Struttura

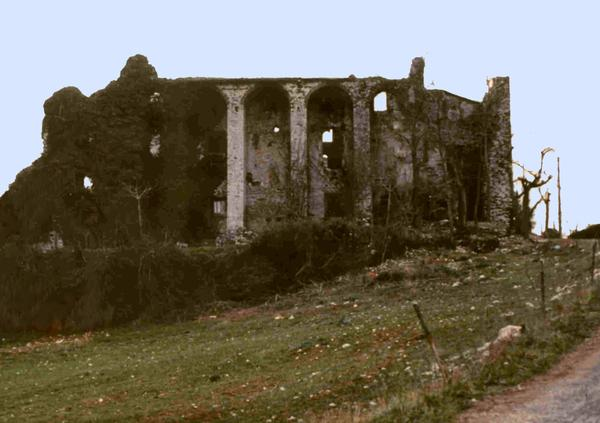
Le arcate del retro del castello

Il castello sorge sulla sommità dell'omonimo colle (270 m s.l.m.), circondato dall'antica cinta muraria, in buona parte crollata. Il complesso è costituito da varie strutture organizzate attorno ad una corte centrale e delimitate da un perimetro approssimativamente rettangolare (45 x 33 m). La conformazione e la disposizione dei diversi corpi fa pensare ad aggiunte di epoche successive su un nucleo originario piuttosto omogeneo. I lati sud-ovest e nord-ovest sono interamente occupati da corpi di fabbrica, mentre, a sud-est, in prossimità del dirupo, la struttura si articola, sorretta da alcuni contrafforti, in alcuni organismi di diverso spessore ed altezza. L'accesso al complesso avviene da nord-ovest tramite un corridoio voltato che attraversa l'intero corpo di fabbrica e conduce alla corte centrale, sulla quale si aprono gli ingressi alle diverse parti dell'edificio: la frammentarietà degli undici percorsi rivela gli adattamenti a cui è stato sottoposto il fabbricato.
I quattro lati si articolano così come segue:
- il fronte nord-ovest è costituito da cinque parti principali articolate e congiunte: due testate di fianchi laterali ortogonali, una cisterna, il tratto centrale sopra l'accesso, attualmente occupato, e una torre più interna ma integrata a nucleo residenziale;
- il corpo a nord-est è tripartito con due ali laterali, ormai ridotte a rudere, una zona centrale con tre pilastri, un solaio ed una parziale copertura in legno sorretta da grandi archi a sesto acuto. Bellissimo è il prospetto esterno, caratterizzato da alti contrafforti collegati tra loro da profondi arconi, mentre quello che si affaccia sulla corte interna presenta una differenziata casistica di portali e finestre: bifore con doppio arco a sesto acuto, sagomato nell'intradosso costituito da un unico grande blocco; bifore con archetti costituiti da cinque conci dentati e sagomati, arricchiti da una bicromia degli elementi costituenti (tufo e calcare), portali con le stesse soluzioni di messa in opera e tre finestre rettangolari, aperte nella zona più alta;
- il fronte a sud-est è articolato con due testate dei corpi paralleli, ridotte a rudere; una piccola costruzione di una chiesa, alterata e trasformata in alloggio, è addossata al muro di chiusura. La torre del mastio è ora usata come ricovero per gli animali. All'esterno il profilo irregolare è caratterizzato dalla presenza di contrafforti. All'estremo angolo sud si trovano due setti murari messi in opera a ricorsi alternati di tufo e calcare che in origine sorreggevano una torre poi scomparsa. Lo stesso uso di bicromia si riscontra in altre costruzioni della famiglia Conti: nel basamento della torre omonima a Roma ed in quello del Palazzo Borghese di Artena, sorto sui ruderi del Castello di Montefortino;
- a sud-ovest rimangono solo due settori completamente privi di tramezzature e coperture. Il muro di cinta esterno girava attorno al nucleo centrale della rocca condividendone i setti murari sud-est e sud-ovest. Due strette torri provvedevano alla difesa esterna su quest'ultimo lato.

Lo studio degli elementi murari che per forma, materiale e struttura qualificano il testo architettonico e, più direttamente, la comprensione del "linguaggio" dell'edificio, aiutano a riempire quei vuoti cronologici evidenti soprattutto nella prima e più importante fase costruttiva, che risale al tardo-medioevo. Diventa essenziale il confronto strutturale e formale con architetture geograficamente e stilisticamente vicine come gli edifici di Alatri e Anagni, soprattutto per quanto riguarda le finestre, i portali, i capitelli. Il portale ad arco acuto nel prospetto sulla corte del blocco a nord-est è paragonabile ai portoni laterali del palazzo di "Petrus-spate" ad Anagni. Nel portico dello stesso palazzo anagnino sono presenti inoltre alcuni capitelli che assieme a quelli del palazzo di Mattia de Papa, ricordano molto i capitelli del corpo a nord-est e sud-ovest di Colleferro.
Le fasi costruttive del complesso risultano essere le seguenti:
- VIII-IX secolo. Prima presenza umana forse relativa ad un castrum fortificato posto a controllo del tracciato della Via Latina.
- Inizi XIII secolo (1220-1230 circa). Realizzazione del primo nucleo edilizio, costituito da due ali parallele a sud-ovest e a nord-est e da due robuste torri a nord-est e sud-est. Tutti i corpi di fabbrica sono collegati da un percorso anulare interno alla corte.
- Metà del XIII secolo. Ripresa delle strutture e cortine murarie, probabilmente in seguito a demolizioni derivanti da assedi e costruzione delle torri minori nei vertici del fabbricato.
- Fine del XIII secolo. Realizzazione dei contrafforti e degli arconi sovrapposti contro il muro esterno del corpo nord-est; costruzione della cinta muraria e dei contrafforti sul versante sud-est.
- XIV secolo-1431. Creazione della cisterna nell'ala nord-ovest della chiesa e di una serie di strutture ausiliarie nell'ala sud-ovest.
- 1431-1600 circa. Parziale distruzione e successivo abbandono dell'edificio.
- XVII-XVIII secolo. Ristrutturazione del complesso con ampliamento del tratto centrale del corpo a nord-ovest, delle due torri a nord-est e sud-est per adibirle a residenza e fienile; della chiesa, della torre nord (residenza), e del tratto sud dell'ala sud-ovest ("stallone"). Rimangono a rudere il tratto sud del corpo nord-est, la cinta muraria e le torri esterne.
- XIX secolo. Sopraelevazioni della zona centrale dell'ala nord-ovest, sistemazione del tratto sud dell'ala sud-ovest ("stallone" e fienile), costruzione di un capannone nel cortile, presso l'angolo nord, mantenimento della situazione settecentesca per le altre strutture.
- XX secolo. Conservazione delle residenze nel tratto centrale del corpo a nord-ovest, adattamento ad alloggio della chiesa, ruderizzazione delle zone agli angoli nord ed est con realizzazione di opere di carattere provvisorio (tralicci metallici, tavolati, lamiere, ecc.). Demolizione del capannone settecentesco[6].
- L'ammodernamento della struttura del castello fu effettuato tra il XVIII e il XIX sec. da Francesco Rust e Andrea Busiri Vici.

## Restauro
Il castello rappresenta l'emergenza storica più significativa del territorio di Colleferro; la sua consistenza architettonica rivela inoltre caratteristiche stilistiche e strutturali che pongono l'edificio in relazione con la più ampia panoramica della storia dell'architettura del tardo Medioevo nel Lazio meridionale. Bastano queste due considerazioni a legittimare l'ipotesi di un intervento di restauro dell'edificio, ma va qui rilevato che il recupero di questa antica struttura e il suo utilizzo a funzioni pubbliche comporta per il centro urbano di Colleferro e per il suo territorio l'identificazione di un polo di riferimento, carico di valenze culturali, di cui la città, sviluppatasi in funzione della "fabbrica", è assolutamente priva. Il monumento si trova così ad essere estraneo ad ogni tipo di attività sociale e culturale: esso è attualmente di proprietà privata, parzialmente abitato e adibito a depositi e pollai. La medesima indifferenza verso il monumento ha consentito però la sostanziale conservazione di molti dei suoi caratteri originari, in buona parte risalenti al Medioevo.

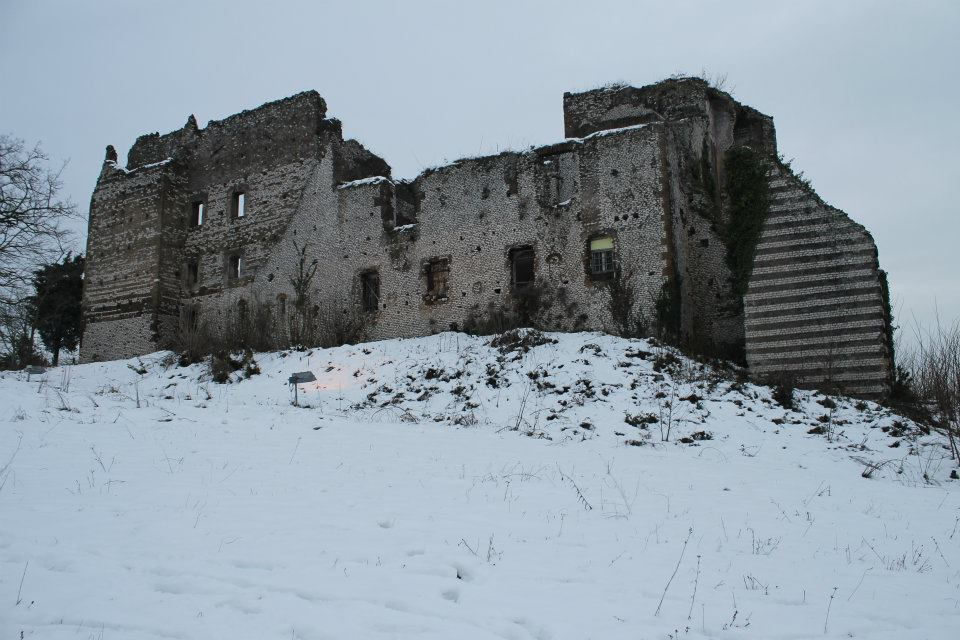
Il castello sotto la neve

Tuttavia, il castello in passato non è stato estraneo a diversi progetti di restauro, dei quali solo alcuni sono stati portati a compimento.
Il castello è oggetto di un progetto di restauro, che è rivolto al recupero non della veste originale della struttura, ormai scomparsa e riproponibile solo nei termini di un'ipotetica ricostruzione ideale, ma della identità tridimensionale degli ambienti, suggerita dalla realtà bidimensionale delle pareti antiche. S'intende fare in modo che l'ala sud ritrovi una conformazione coerente e dignitosa, con l'integrazione dei tratti murari scampati alle distruzioni e ai riadattamenti, con il ripristino di una più plausibile copertura a due falde nell'area esterna, e nell'area interna di una successione di crociere e arconi in rete metallica, che suggeriscono, ma non imitano, le antiche strutture, rivestendo comunque uno spazio il più possibile prossimo a quello originale. In maniera analoga, s'intende consolidare nel blocco a nord-est l'ambiente con copertura su archi acuti, restituendo ad esso l'originale doppia altezza, mentre si è scelto di disporre le nuove scale nell'angolo nord del complesso, dove risultavano esistere ancora nel 1918, come testimoniato dal rilievo di Carlo Busiri Vici, risalente allo stesso anno.
Tutti questi interventi specifici non trascurano la realtà oggettiva delle trasformazioni subite dall'edificio nelle diverse epoche: il corpo a nord-ovest sarà conservato nella sua integrità e nell'assetto raggiunto nello stesso secolo, nell'ala a nord-ovest verranno mantenuti i pilastri centrali, nell'ala sud-ovest il profilo dello stallone e del fienile, risalente al XVIII-XIX secolo, verrà sottolineato da un'asola di finestre, che realizza una soluzione di continuità tra nuova ed antica parete.
Verranno infine mantenute a rudere quelle parti ormai naturalmente consolidate in questo status, quali l'angolo ad est, le zone esterne sul fronte sud-est e infine la cinta muraria esterna. Nelle altre nuove strutture (solai e scala della torre sud-est; scala a passerella del corpo a nord-est; solai, coperture e collegamenti verticali dell'angolo nord) si prevede una ridotta partecipazione statica della preesistenza, ma una sempre chiara identificazione della natura e del ruolo delle parti.
È ovviamente previsto l'intero consolidamento del fabbricato e la bonifica dalle superfetazioni recenti. Nel prospetto interno alla corte del blocco sud-ovest, dove la maggior parte dell'antica muratura è scomparsa, il disegno della moderna parete si comporrà sugli stessi motivi generatori su cui si basa l'intero progetto. Così la pannellatura continua in pietra, incisa dalle asole in corrispondenza con la linea di cesura con la preesistenza, si aprirà verticalmente per tutta l'altezza, a denunciare all'esterno il ritmo strutturale e la complessità spaziale di cui essa costituirà il semplice involucro. La copertura in rame di questa ala confermerà il binomio struttura moderna-volume antico che si è più volte sottolineato nel progetto.
La disposizione delle funzioni, che ha naturalmente assecondato le vocazioni distinte delle singole parti del fabbricato, prevede una biblioteca nell'ala nord-est, una sala audiovisivi nella ex chiesa, una sala conferenze, un antiquarium e una sala mostre temporanee nell'ala sud-ovest e nella torre a sud-est, zona ristoro e saletta espositiva con la storia del castello e sul restauro al piano terreno.